# Reyðarfjörður (località)
Reyðarfjörður è una località islandese del comune di Fjarðabyggð, situata a 30 km a sud-est di Egilsstaðir. La città è collocata nell'omonimo fiordo, che è il più largo della costa orientale islandese.
Dall'inizio del XX secolo, Reyðarfjörður è stato usato come porto commerciale, mentre durante la seconda guerra mondiale, è stata una base alleata e per questo motivo si trova in questa città un museo dedicato a tale conflitto.
Reyðarfjörður è circondato dalle montagne chiamate Hádegisfjall e Grænafell.

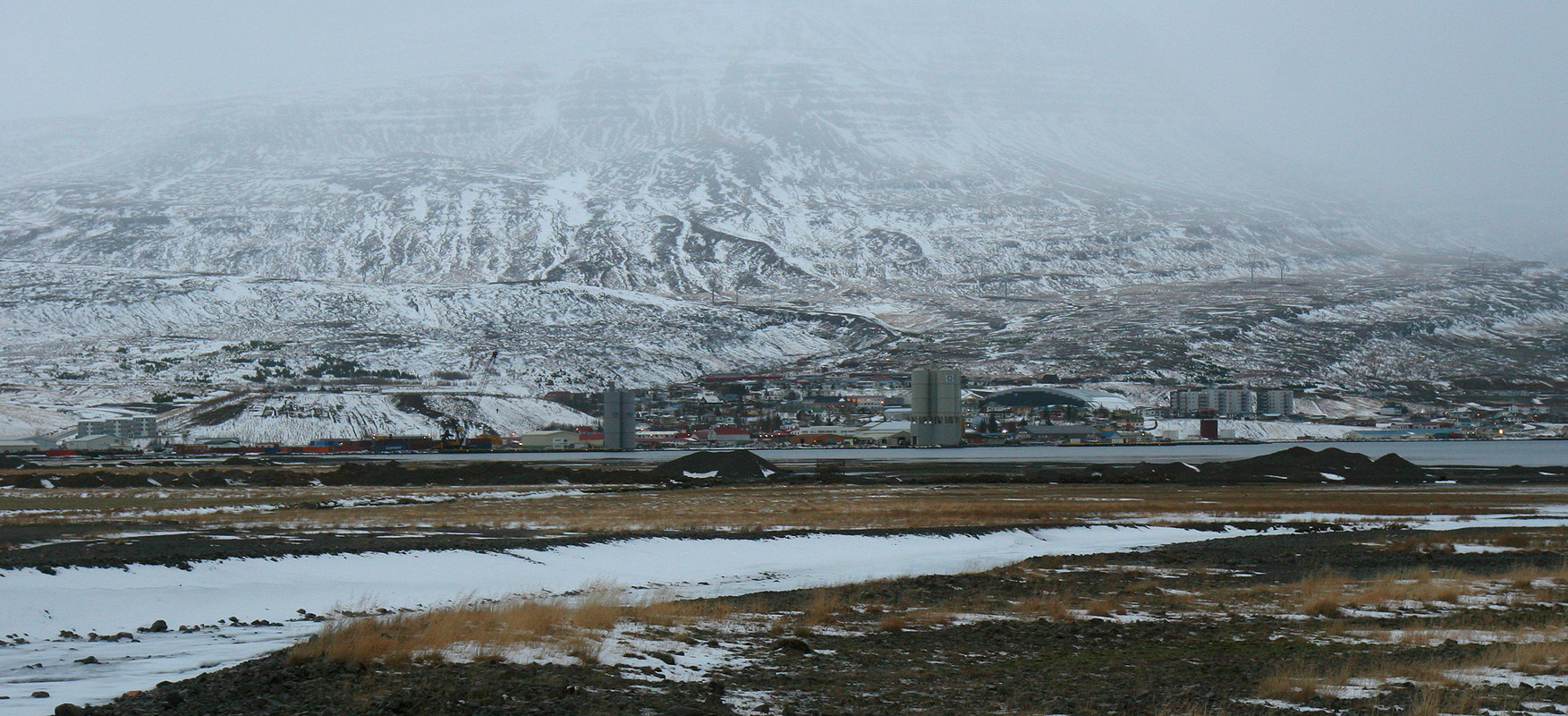
Veduta di Reyðarfjörður